# Hennessey Venom F5

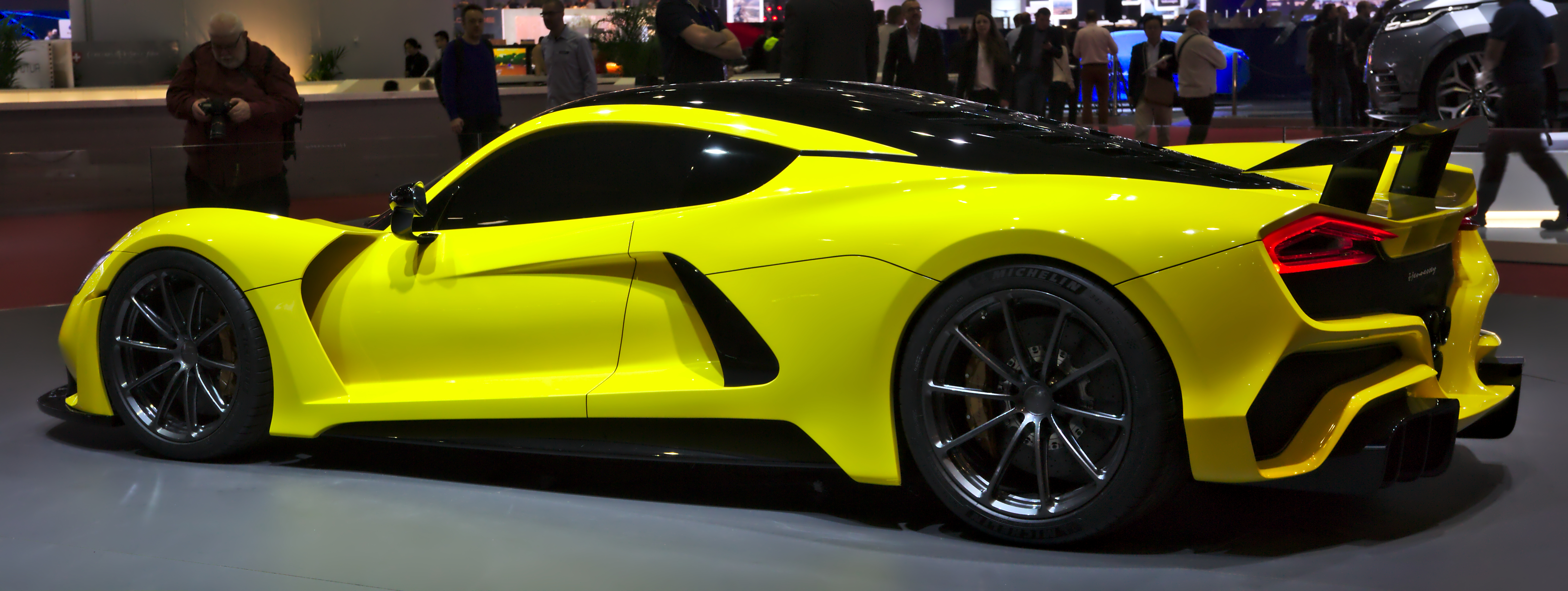
Heckansicht

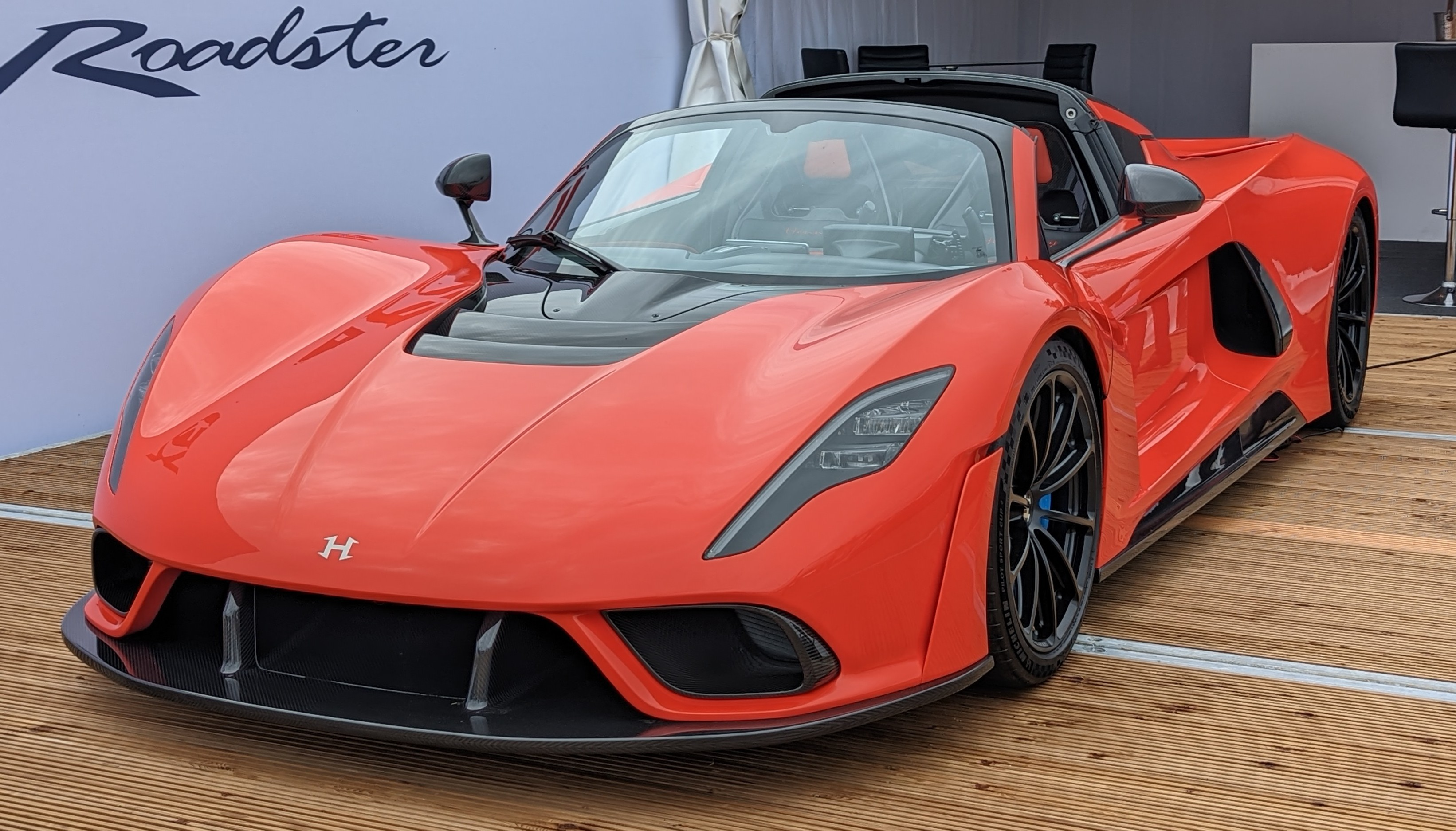
Hennessey Venom F5 Roadster

Der Hennessey Venom F5 ist ein Supersportwagen des US-amerikanischen Kleinserien-Automobilherstellers Hennessey Performance.

## Geschichte
Bilder eines neuen Modells veröffentlichte der Hersteller erstmals im Sommer 2014. Ein weiterentwickeltes Konzeptfahrzeug wurde auf der SEMA 2017 in Las Vegas gezeigt. Die Serienversion präsentierte Hennessey Performance schließlich im Dezember 2020. Insgesamt sollen 24 Venom F5 in Serie produziert werden. Der Basispreis beträgt 2,1 Millionen US-Dollar (netto).
Auf der Veranstaltung „The Quail: A Motorsports Gathering“ im Rahmen der Monterey Car Week im August 2022 wurde die Baureihe als Roadster präsentiert. Von ihm sollen 30 Exemplare ab Ende 2022 entstehen. Der Basispreis soll bei 3 Millionen US-Dollar (netto) liegen.
Vom Coupé wurde im Januar 2023 die Leichtbauversion Revolution vorgestellt. Sie ist mehr für den Einsatz auf Rennstrecken ausgelegt, was durch mehr Abtrieb erreicht werden soll. Deshalb sinkt auch die Höchstgeschwindigkeit. Eine Straßenzulassung ist auch für diese auf ebenfalls 24 Exemplare limitierte Variante möglich. Auch als Roadster wird es den Revolution geben. Er debütierte im August 2023 und ist auf 12 Exemplare limitiert.
Eine Version mit einem 6-Gang-Schaltgetriebe präsentierte Hennessey im September 2024 mit dem F5-M Roadster. Sie ist auf 12 Exemplare limitiert.
Ein Einzelstück ist der LF, der im August 2025 auf der Monterey Car Week vorgestellt wurde. Er hat ebenfalls ein 6-Gang-Schaltgetriebe. Die maximale Leistung liegt bei 1515 kW (2059 PS).

## Hintergrund
Benannt ist das Fahrzeug nach der Tornado-Stufe F5, die in einem Geschwindigkeitsbereich von 419 bis 512 km/h gilt. Die Höchstgeschwindigkeit des Fahrzeugs wird in einem ähnlichen Geschwindigkeitsbereich angegeben. Das Design soll an Jagdflugzeuge angelehnt sein.

## Antrieb und Technik
Angetrieben wird der Zweisitzer von einem V8-Motor mit 6,6 Litern Hubraum. Er hat einen Motorblock aus Grauguss, eine Crossplane-Kurbelwelle, eine zentrale (untenliegende) Nockenwelle und Zylinderköpfe aus Leichtmetall. Einige bewegte Teile wie Pleuel, Stoßstangen und Ventile sind aus Titan. Der vom Hersteller „Fury“ genannte Motor leistet mit zwei parallel geschalteten Turboladern (Biturbo) maximal 1355 kW (1842 PS). Der Venom F5 hat ein halbautomatisches 7-Gang-Getriebe und Hinterradantrieb. Die Räder (die vorderen in der Größe 9,5 × 19 mit 265/30 Reifen, die hinteren 12 × 20 mit 345/30 Reifen) sind einzeln an Doppelquerlenkern aufgehängt. Die Bremsscheiben bestehen aus kohlenstofffaserverstärkter Siliciumcarbid-Keramik. Auf einen großen Heckflügel wird verzichtet, stattdessen hat der Wagen eine glatte Unterseite und einen großen Diffusor. Der Strömungswiderstandskoeffizient ({\displaystyle c_{\mathrm {w} }}) des Fahrzeugs wird mit 0,39 angegeben.
Das Chassis besteht aus mit Kohlenstofffasern verstärktem Kunstharz (KFK) und wiegt nur 86 kg. Für eine hohe Verwindungssteifigkeit sind die Fasern zum Teil in einem Fischgräten-Muster angeordnet. Auch die Karosserie und Teile der Innenausstattung bestehen aus KFK. Das Leergewicht des 4,67 m langen Fahrzeugs wird mit 1385 kg angegeben. Da der Venom F5 ohne Airbags ausgestattet ist, darf er in den USA nur mit einer Show-or-Display-Zulassung angemeldet werden, weshalb die jährliche Fahrleistung dort auf 2.500 Meilen begrenzt ist.
Auf 100 km/h soll der Venom F5 in 2,6 Sekunden beschleunigen. Die Höchstgeschwindigkeit wird mit über 500 km/h angegeben. Der höchste Gang ist so ausgelegt, dass theoretisch 534 km/h möglich wären. Schrittweise soll der Hersteller sich an diesen Geschwindigkeitsbereich herantasten. Zuletzt erreichte das Fahrzeug im März 2022 eine Höchstgeschwindigkeit von 437 km/h. Schlussendlich wird der Höchstgeschwindigkeitsrekord für zugelassene Serienfahrzeuge angestrebt. Der Venom F5 Roadster soll über 483 km/h erreichen und damit das schnellste Cabriolet der Welt werden.
|                                             | Venom F5                          | Venom F5 Roadster                 | Venom F5 Revolution               | Venom F5 Revolution Roadster      | Venom F5-M Roadster              |
| Bauzeitraum                                 | seit 2020                         | seit 2022                         | seit 2023                         | seit 2023                         | seit 2024                        |
| Motorkenndaten                              |                                   |                                   |                                   |                                   |                                  |
| Motortyp                                    | V8-Ottomotor                      | V8-Ottomotor                      | V8-Ottomotor                      | V8-Ottomotor                      | V8-Ottomotor                     |
| Motoraufladung                              | Biturbo                           | Biturbo                           | Biturbo                           | Biturbo                           | Biturbo                          |
| Hubraum                                     | 6555 cm³                          | 6555 cm³                          | 6555 cm³                          | 6555 cm³                          | 6555 cm³                         |
| Verdichtungsverhältnis                      | 10 : 1                            | 10 : 1                            | 10 : 1                            | 10 : 1                            | 10 : 1                           |
| max. Leistung                               | 1355 kW (1842 PS) bei 8000 min−1  | 1355 kW (1842 PS) bei 8000 min−1  | 1355 kW (1842 PS) bei 8000 min−1  | 1355 kW (1842 PS) bei 8000 min−1  | 1355 kW (1842 PS) bei 8000 min−1 |
| max. Drehmoment                             | 1617 Nm bei 5000 min−1            | 1617 Nm bei 5000 min−1            | 1617 Nm bei 5000 min−1            | 1617 Nm bei 5000 min−1            | 1617 Nm bei 5000 min−1           |
| Kraftübertragung                            |                                   |                                   |                                   |                                   |                                  |
| Antrieb                                     | Hinterradantrieb                  | Hinterradantrieb                  | Hinterradantrieb                  | Hinterradantrieb                  | Hinterradantrieb                 |
| Getriebe, serienmäßig                       | halbautomatisches 7-Gang-Getriebe | halbautomatisches 7-Gang-Getriebe | halbautomatisches 7-Gang-Getriebe | halbautomatisches 7-Gang-Getriebe | 6-Gang-Schaltgetriebe            |
| Messwerte                                   |                                   |                                   |                                   |                                   |                                  |
| Höchstgeschwindigkeit                       | > 500 km/h                        | > 483 km/h                        | > 402 km/h                        | k. A.                             | k. A.                            |
| Beschleunigung, 0–100 km/h                  | 2,6 s                             | k. A.                             | k. A.                             | k. A.                             | 3,3 s                            |
| Beschleunigung, 0–200 km/h                  | 4,7 s                             | k. A.                             | k. A.                             | k. A.                             | k. A.                            |
| Beschleunigung, 0–300 km/h                  | 8,4 s                             | k. A.                             | k. A.                             | k. A.                             | k. A.                            |
| Beschleunigung, 0–400 km/h                  | 15,5 s                            | k. A.                             | k. A.                             | k. A.                             | k. A.                            |
| Leergewicht                                 | 1385 kg                           | 1406 kg                           | 1360 kg                           | 1385 kg                           | k. A.                            |
| Kraftstoffverbrauch auf 100 km (kombiniert) | k. A.                             | k. A.                             | k. A.                             | k. A.                             | k. A.                            |
| CO2-Emissionen (kombiniert)                 | k. A.                             | k. A.                             | k. A.                             | k. A.                             | k. A.                            |
| Basispreis                                  | 2,1 Mio. US-Dollar (netto)        | 3,0 Mio. US-Dollar (netto)        | 2,7 Mio. US-Dollar (netto)        | 3,0 Mio. US-Dollar (netto)        | 2,65 Mio. US-Dollar (netto)      |